# Юсуповский сад
Юсу́повский сад — сад в Адмиралтейском районе Санкт-Петербурга.

## История
Участок площадью в 9 га между Фонтанкой и Садовой улицей был подарен Петром I в 1724 году князю Г. Д. Юсупову. Позднее его сын разбил регулярный сад с двумя прудами, каналами и цветниками. В 1730 году на участке построили деревянный одноэтажный дом, проект для которого разработал Доменико Трезини.
В 1790-е годы Н. Б. Юсупов заказал архитектору Джакомо Кваренги переустройство усадьбы. Он перестроил дворец и перепланировал сад.
В 1810 году особняк Юсуповых был продан казне в связи с разводом хозяев. Далее участок передали Управлению путей сообщения России. В парке соорудили оранжереи и фонтаны, вдоль Садовой улицы установили чугунную решётку. На северо-востоке парка были построены теплицы садовода Эйлерса, цветы из них пользовались репутацией лучших в Петербурге.
Весной 1863 года император Александр II распорядился открыть часть Юсуповского сада для публичных посещений.
Для этого южная и северная части парка были чётко разделены. В южной располагались два пруда с островами, которые соединили между собой цепными мостами, а с берегом — деревянным.
Полностью сад открыли для широкой публики в 1863 году. Тогда же в каждой части установили по фонтану.
Юсуповский сад пользовался популярностью у жителей окрестных районов города. На его территории запускали воздушные шары, работал тир и другие увеселительные аттракционы. Зимой сад не работал, пока в 1865 году его не начал на зиму арендовать Петербургский речной яхт-клуб. В саду устраивали катки и ледяные горки, строили снежные городки и крепости. На Рождество устраивались массовые гуляния с катанием на санях и фейерверками.
7-8 февраля 1896 года на катке Юсуповского сада прошёл седьмой в истории Чемпионат мира по конькобежному спорту в классическом многоборье. Победил на всех четырёх дистанциях голландский чемпион Яап Эден. Второе и третье место заняли представлявшие Россию финские спортсмены.
На следующий день, 9 февраля, провели и первый Чемпионат мира по фигурному катанию. Мировые первенства проходили также в 1903 и 1908 годах.
Юсуповский сад сыграл важную роль в становлении российского фигурного катания. Кроме Чемпионатов мира, здесь с 1878 года до Первой мировой войны проходили и  Чемпионаты России. Кроме того, в школе фигурного катания сада учился Н. А. Панин-Коломенкин, первый русский олимпийский чемпион.
В советское время парк назывался «Детский парк Октябрьского района». В 1950-х был установлен памятник В. И. Ленину работы С. Д. Меркурова, который был заменён в 1955 году на другой (скульптор Д. П. Шварц).
В 1990 году саду было возвращено историческое название — Юсуповский. Памятник Ленину был демонтирован в 1995 году.
В настоящее время принадлежит Университету путей сообщения Императора Александра I.